# Gornja Glogovnica
Gornja Glogovnica falu Horvátországban Kapronca-Kőrös megyében. Közigazgatásilag Kőröshöz tartozik.

## Fekvése
Kőröstől 8 km-re északra a Glogovnica partján fekszik.

## Története
A falu területe a középkorban a Jeruzsálemi Szent Sír Lovagrend glogovnicai uradalmához tartozott, melynek határait II. András király 1207-ben kelt oklevelében írják le először. Az oklevélben II. András megerősítette a Szent Sír Lovagrendet, a Glogovnica, Strazice és Rasina (a mai Gliboki)-patakok közelében feküdt hét falvuk birtokában, valamint lakosait a templomosok és a johanniták földjein élők korábban is élvezett szabadságjogaikban. A Templomos lovagrend valószínűleg még 1170 körül kapta meg ezt a területet, majd 1197 és 1203 között került a Szent Sír lovagrend birtokába. A birtok a 15. századig volt a rend igazgatása alatt, ekkor a zágrábi prépostságé lett.
1857-ben 351, 1910-ben 523 lakosa volt. Trianonig Belovár-Kőrös vármegye Körösi járásához tartozott. 2001-ben 146 lakosa volt.